# GRP (ген)
GRP (англ. Gastrin releasing peptide) – білок, який кодується однойменним геном, розташованим у людей на короткому плечі 18-ї хромосоми. Довжина поліпептидного ланцюга білка становить 148 амінокислот, а молекулярна маса — 16 213.
| 10         |  | 20         |  | 30         |  | 40         |  | 50         |
| ---------- |  | ---------- |  | ---------- |  | ---------- |  | ---------- |
| MRGRELPLVL |  | LALVLCLAPR |  | GRAVPLPAGG |  | GTVLTKMYPR |  | GNHWAVGHLM |
| GKKSTGESSS |  | VSERGSLKQQ |  | LREYIRWEEA |  | ARNLLGLIEA |  | KENRNHQPPQ |
| PKALGNQQPS |  | WDSEDSSNFK |  | DVGSKGKVGR |  | LSAPGSQREG |  | RNPQLNQQ   |

A: Аланін

C: Цистеїн

D: Аспарагінова кислота

E: Глутамінова кислота

F: Фенілаланін

G: Гліцин

H: Гістидин

I: Ізолейцин

K: Лізин

L: Лейцин

M: Метіонін

N: Аспарагін

P: Пролін

Q: Глутамін

R: Аргінін

S: Серин

T: Треонін

V: Валін

W: Триптофан

Задіяний у такому біологічному процесі, як альтернативний сплайсинг. 
Локалізований у цитоплазматичних везикулах.
Також секретований назовні.